# Paxton (Massachusetts)
Paxton es un pueblo ubicado en el condado de Worcester en el estado estadounidense de Massachusetts. En el Censo de 2010 tenía una población de 4.806 habitantes y una densidad poblacional de 120,06 personas por km².

## Geografía
Paxton se encuentra ubicado en las coordenadas 42°18′42″N 71°56′25″O / 42.31167, -71.94028. Según la Oficina del Censo de los Estados Unidos, Paxton tiene una superficie total de 40.03 km², de la cual 38.05 km² corresponden a tierra firme y (4.95%) 1.98 km² es agua.

## Demografía
Según el censo de 2010, había 4.806 personas residiendo en Paxton. La densidad de población era de 120,06 hab./km². De los 4.806 habitantes, Paxton estaba compuesto por el 94.69% blancos, el 2.29% eran afroamericanos, el 0.08% eran amerindios, el 1.29% eran asiáticos, el 0.02% eran isleños del Pacífico, el 0.33% eran de otras razas y el 1.29% pertenecían a dos o más razas. Del total de la población el 3.14% eran hispanos o latinos de cualquier raza.